# Ekkehart Reinelt

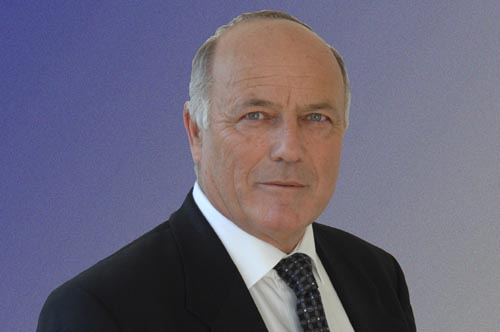
Ekkehart Reinelt (2007)

Ekkehart Reinelt (* 17. November 1943 in Belgrad, Serbien) ist ein deutscher Jurist.

## Leben
Reinelt wurde als Sohn des Diplomaten Alfred Reinelt und seiner Ehefrau Sabine Reinelt geboren. Er besuchte die Grundschule in Echterdingen bei Stuttgart, dann die Deutsche Schule Belgrad, die Deutsche Schule in Tokio und legte am humanistischen Gymnasium der Schule Birklehof in Hinterzarten im Jahre 1963 das Abitur ab.
Er studierte in Marburg und legte das Erste Juristische Staatsexamen vor dem Landesjustizprüfungsamt Hessen 1967 ab. Von 1968 bis Mitte 1971 war er wissenschaftlicher Assistent am Lehrstuhl für Bürgerliches Recht und Rechtsvergleichung der Universität Regensburg. 1969 promovierte er mit einem rechtsvergleichenden Thema aus dem Deliktsrecht. Die Zweite Juristische Staatsprüfung legte er 1971 vor dem Landesjustizprüfungsamt Bayern ab.
Von 1971 bis zum 30. Juni 2007 war er als selbständiger Anwalt in München tätig. Er war Mitgründer der Anwaltskanzlei Stock, Strohm, Reinelt, später der Kanzlei Reinelt & Kiefer. Von 1989 bis 2007 war er Prüfer beim Bayerischen Landesjustizprüfungsamt für die Zweite Juristische Staatsprüfung. 1997 gründete er das Ständige Münchener Bauschiedsgericht. 1999 erhielt er einen Lehrauftrag an der Universität Regensburg, die ihn im Jahre 2008 zum Honorarprofessor ernannte. Seit 2006 ist er Fachanwalt für Bau- und Architektenrecht und Schiedsrichter der Deutschen Gesellschaft für Baurecht.
Er ist Mitherausgeber der Zeitschrift ZAP, früheres Mitglied des Prüfungsausschusses für die Zweite Juristische Staatsprüfung beim Landesjustizprüfungsamt Bayern und seit April 2007 Rechtsanwalt beim Bundesgerichtshof.
Er ist Gründer des Fördervereins Kuratorium J.S. Bach-Stiftung e.V., München, und Mitglied des Stiftungsrats der Internationalen J.S. Bach-Stiftung, Zürich.